# Avortement au Liechtenstein
Au Liechtenstein, l'avortement est illégal dans la plupart des cas et est passible de peines de prison pour la femme comme pour le médecin qui la pratique. Une tentative de légalisation en 2011 a été rejetée par les électeurs. En avril et novembre 2012, le Landtag n'a pas saisi l'occasion d'avancer des propositions visant à assouplir les lois sur l'avortement,.
La section 96 du Code pénal du Liechtenstein dispose que l'avortement est illégal, sauf en cas de danger grave pour la vie ou la santé de la femme qui ne peut être évité que par une interruption de grossesse, ou en cas de viol ou d'agression sexuelle. Les avortements illégaux sont passibles de peines de prison allant jusqu'à trois ans pour le médecin et jusqu'à un an pour la femme. La section 98 du Code pénal criminalise en outre la pratique ou l'encouragement d'un avortement sans enquête approfondie sur sa nécessité médicale ainsi que tout type de promotion des services d'avortement[réf. obsolète].
Jusqu'à la modification du Code pénal en 2015, l'exception pour viol ne s'appliquait que si la femme avait moins de 14 ans.
Lors du double référendum constitutionnel sur l'avortement (en) du 27 novembre 2005, 81% des électeurs ont rejeté une proposition "Pour la vie" d'interdire tout avortement, tandis que 80% ont adopté la contre-proposition du Landtag, qui avait été condamnée par les militants anti-avortement,,,.
Une proposition visant à légaliser l'avortement au cours des 12 premières semaines de grossesse ou lorsque l'enfant serait handicapé a été rejetée par 52,3 % des électeurs lors des référendums de 2011 (en) qui se sont tenus le 18 septembre,,. Le prince Alois avait précédemment menacé d'opposer son veto à la proposition si elle était adoptée,,. L'ONU avait demandé plusieurs fois à l’État d'adopter une telle loi.
Les femmes du Liechtenstein qui choisissent de se faire avorter doivent traverser la frontière, soit vers la Suisse voisine, soit vers l'Autriche, pour que l'intervention se déroule légalement. Les femmes doivent également se rendre dans ces pays pour obtenir des conseils sur leurs options, car elles sont menacées de poursuites dans leur pays. On estime qu'environ 50 femmes par an avortent soit illégalement au Liechtenstein, soit à l'étranger, en Suisse ou en Autriche,.